# Непрошена любов
«Непрошена любов» (рос. «Непрошенная любовь») — радянський чорно-білий художній фільм 1964 року, знятий режисером Володимир Монахов на кіностудії «Мосфільм».

## Сюжет
За оповіданням Михайла Шолохова «Чужа кров». Старий Гаврило, кавалер багатьох царських орденів та медалей, відправив сина на службу в білу армію, де той і загинув у боях із червоними. Гірко переживали старі важкі втрати, замкнулися в собі, цуралися сусідів. А в станиці точилася боротьба між куркулями та продзагінами. Прийшов продзагін і до Гаврила, але налетіли козаки з банди куркулів і перебили їх. Безцільно тиняючись серед роздертих тіл, Гаврило виявив, що один із членів продзагону живий. Старий переносить його до хати. Фільм розповідає про те, як старі виходили тяжко пораненого Миколу, як полюбили його і як під впливом Миколи Гаврило, який чіплявся за старі, звичні підвалини козацької вольниці, змінив свій світогляд, розповідає фільм.

## У ролях
- Іван Лапиков — дід Гаврило, Гаврило Васильович
- Юрій Назаров — Микола-Петро, комісар
- Наталія Богоявленська — стара
- Роман Хом'ятов — Прохор Ігнатович Лиховидов, станичник
- Іван Жеваго — Митрофан, куркуль
- Герман Качин — Пашка-дурник
- Анна Кедрова — Нюрка
- Петро Савін — голова виконкому
- Костянтин Худяков — Петро, син
- Данило Нетребін — новий голова виконкому
- Петро Любешкін — Яків, станичник
- Віктор Сускін — епізод
- Борис Юрченко — Федір Бойцов, станичний хлопець
- Анатолій Юшко — голова комсомольських зборів
- Георгій Светлані — дід-станичник
- Ія Маркс — мати Прохора
- Віктор Уральський — солдат продзагону
- Олександра Данилова — козачка
- Олександр Титов — епізод
- Георгій Шаповалов — станичник, що сміявся над Гаврилою
- Віктор Маркін — товариш із Пітера у складі продзагону
- Сергій Жирнов — хлопець на зборах

## Знімальна група
- Режисер — Володимир Монахов
- Сценарист — Арнольд Вітоль
- Оператори — Володимир Захарчук, Ігор Богданов
- Композитор — Юрій Левітін
- Художники — Іполит Новодерьожин, Сергій Воронков